# ريجي جونسون (لاعب كرة سلة مواليد 1989)
ريجي جونسون (بالإنجليزية: Reggie Johnson)‏ مواليد 16 ديسمبر 1989 في وينستون-سالم، هو لاعب كرة سلة أمريكي. بدأ مسيرته الاحترافية في سنة 2013. يحمل الرقم 42. يبلغ طوله 6 قدم 10 بوصة (2.1 م). لعب مع نادي دين بوش لكرة السلة في الدوري الهولندي لكرة السلة.

## روابط خارجية
- ريغي جونسون على موقع كرة السلة الأوروبية.كوم (الإنجليزية)
- ريغي جونسون على موقع DraftExpress.com (الإنجليزية)
- ريغي جونسون على موقع كلية كرة السلة في سبورتس رفرنس.كوم (الإنجليزية)
- ريغي جونسون على موقع ريلجم (الإنجليزية)
- ريغي جونسون على موقع بروبوليرز (الإنجليزية)